# Антанас Каваляускас
Антанас Каваляускас (англ. Antanas Kavaliauskas; 19 вересня 1984, Вільнюс, Литовська РСР) — литовський професійний баскетболіст, грає на позиціях центрового і важкого форварда. Виступав у США за коледж Техас A&M. Нині грає за литовський баскетбольний клуб «Летувос Рітас».

## Ранні роки
Антанас Каваляускас народився у Вільнюсі (Литовська РСР). У 11 років його батьки розлучилися, а Антанас залишився жити з матір'ю, бабусею і старшою сестрою в невеликій квартирі у Вільнюсі. Його мати - колишня волейболістка Біруте Каваляускене, працювала потім перукарем, а також в охороні.
Попри те, що Антанас не був ні хорошим учнем, ні хорошим баскетболістом (виходив на майданчик лише на 5 хвилин), його зріст (209 см) привернув увагу скаута, який порекомендував йому зайнятися баскетболом в загальноосвітньому коледжі графства Бартона, Канзас, США.

## Коледж Бартона
4 вересня 2003 року Каваляускас приїхав у США, знаючи лише три слова англійською: Yes, no, і o'kay. Ще одним іноземним гравцем в команді був бразилець Жоао Батіста, який і став наставником молодого гравця. За три місяці Каваляускас став швидко говорити англійською, своєю четвертою мовою (після литовської, німецької та російської). Під час першого року навчання він набрав вагу, що дійшла до 100 кг.
На другому році навчання він потрапив у першу збірну всіх регіонів і всіх конференцій за те, що в середньому за гру набирав 17,6 очка. Лідирував у регіоні за підбираннями (10 за гру), а також за підбираннями в захисті (3,9 за гру). У другому сезоні відсоток влучень з гри становив 50,9 - за цим показником він посідав п'яте місце в регіоні, а також лідирував у команді за кількістю блокшотів (29). За кар'єру в коледжі його відсоток влучень з гри (58) був другим за історію Коледжу Бартона.
Після коледжу він міг вибирати між університетом Південної Кароліни, Теннессі і політехнічним університетом Віргінії. У підсумку Каваляускас вибрав A&M університет Техасу, де грав під керівництвом Біллі Гілліспі. Гілліспі спочатку хотів запросити ще одного гравця з коледжу Бертона, проте після перегляду гри Каваляускаса залишився задоволений швидкістю такого гіганта як Антанас.

## Університет A&M Техасу

### Перший сезон (2005–2006)
У перших 10 іграх дебютного сезону за Університет A&M Техасу гравець набирав у середньому лише 5,4 очка за матч, а його команда в конференції Big 12 виграла лише 4 матчі з 10. Однак, у других 10 матчах Каваляускас вирівняв показники і набирав вже 8,6 очка за гру. Загалом гравець набрав 6,5 очка і 3,4 підбору за матч, лідируючи в команді за відсотком влучень з гри (.584). Двічі він набирав 15 очок за гру (найвище досягнення в кар'єрі) - в іграх проти Університету штату Айова і державного університету Саванна, а в грі проти Університету Колорадо Каваляускас зробив 9 підбирань. Також гравець потрапив в символічну збірну новачків Big 12. Загалом зіграв за сезон 30 матчів.
За підсумками другої половини сезону команда коледжу вперше від 1987 року здобула можливість взяти участь в розіграші турніру NCAA. На турнірі Каваляускас набирав у середньому 10,5 очка і робив 4 підбирання. Після перемоги в першому раунді над Університетом Сіракуз, команда була за крок від потрапляння до 16 найсильніших - за 18 секунд до закінчення матчу другого раунду проти державного університету Луїзіани вигравала 57-55. Однак, за три секунди до закінчення матчу Деррел Мітчелл закинув триочковий кидок через Каваляускаса. Антанас звинувачував у поразці себе - він роздрукував фото з останнім кидком Мітчелла і повісив у кабінку роздягальні, щоб вона нагадувала йому про те, що треба працювати над собою ще більше.

### Другий сезон (2006–2007)
Невдовзі після початку сезону 2006-07 команда Техаського університету потрапила на 6 сходинку в рейтингу, що стало найвищим досягненням місцевої баскетбольної команди. Команда продемонструвала найкращий старт від сезону відкриття 1959-60 років, коли співвідношення перемог і поразок було 16-2, а також найкращий старт у Big 12.
Від лютого 2007 року команда стала першою в конференції Big 12 із зони Південь, яка змогла обіграти (за 32 матчі) «Канзас Джохокс» на гостьовій арені. Через два дні команда з номером 25 - Техас здобула 21-шу домашню перемогу і стала одноосібним лідером конференції Big 12.
Після того, як газета Dallas Morning News опублікувала статтю про Каваляускаса, згадавши про те, що він лише двічі бачив свою матір після переїзду в США, багато фанатів команди Техас A&M почали збирати гроші для того, щоб сім'я тимчасово з'єдналася. Університет знайшов можливість використати гроші Фонду студентів-спортсменів під егідою NCAA і заплатив за поїздку Біруте Каваляускене в США на останній домашній матч її сина за A&M. В останньому матчі сезону проти Університету Міссурі Каваляускас досягнув найбільших в кар'єрі показників - 26 очок при 11 з 12 точних кидків з гри, а його команда здобула перемогу з рахунком 94-78. Перемога дозволила команді фінішувати на другому місці в конференції - найвищому для університету за весь час виступів.
У другому сезоні за університет Каваляускас посів перше місце в Big 12 за відсотком влучень з гри (58%). У середньому він набирав 12,5 очка за матч - з цим показником потрапив у другу п'ятірку Big 12.
Незважаючи на те, що «Еджіс» були другим номером Турніру плей-офф Big 12, вони дуже невдало зіграли в першій грі чвертьфіналу проти державного університету Оклахоми і зазнали поразки.
За виступи в регулярному сезоні «Еджіс» були посіяні під номером 3 на Півдні в турнірі 2007 року NCAA. Команда виграла гру першого раунду проти «Пенсільванії» і пройшла до другого. Перемога 72-69 над Луїсвіллем гарантувала команді місце в топ-16 уперше від 1980 року.

## Професійна кар'єра

### Клубна
Два сезони Каваляускас провів у чемпіонаті Греції, де виступав за клуби «Паніоніс» (2007-08) і «Кавала» (2008-09). Потім він перебрався в Італію, де виступав за «Ювентус» (Казерта) (2009-10) і «Прима Вероле» (2010-11). У липні 2011 року гравець підписав контракт з латвійським клубом «ВЕФ» строком на один рік.
Від 2013 року виступає за іспанський клуб «Більбао».
Від 2014 року в «Летувос Рітасі».
У червні 2015 року баскетболіст підписав новий контракт з «Летувос Рітас».

### Міжнародна
Перед початком сезону 2005-06 Каваляускас почав займатися в літній школі молодіжної збірної Литви. У складі збірної він завоював золоту медаль на молодіжному чемпіонаті світу 2005 року в Аргентині. У фінальній грі проти збірної Греції гравець набрав 9 очок і зробив 5 підбирань, а команда виграла 65:63. Також Каваляускас взяв участь у матчах молодіжки «Global Games» у Далласі, Техас. На турнірі його команда завоювала бронзу при одній поразці від молодіжки США. У матчі за бронзову медаль гравець набрав 22 очки і зробив 7 підбирань.
У 2012 році дебютував за дорослу збірну Литви, коли в команді виявилась нестача високих гравців. Через низьку конкуренцію за місце центрового потрапив у заявку литовської збірної на літню Олімпіаду 2012 року в Лондоні, де команда посіла 8-ме місце.

## Досягнення
Міжнародні:
- Срібний призер Євробаскету :  2015

## Нагороди
- Кавалер Лицарського хреста ордену «За заслуги перед Литвою» (Литва, 2015 рік)